# Excalibur J
Excalibur J war eine US-amerikanische Automobilmarke, die nur 1952 gebaut wurde. Entworfen wurden die Wagen von Brooks Stevens. Keine Verbindung besteht zur ab 1965 gebauten Marke Excalibur.

## Beschreibung
Der zweisitzige Roadster wurde auf dem Fahrgestell des Henry J aufgebaut, von dem auch Motor und Antrieb übernommen wurden. Somit hatten die Wagen 2540 mm Radstand und wurden von Sechszylinder-Reihenmotoren angetrieben, die aus 2638 cm³ Hubraum Leistungen von 125–130 bhp (92–96 kW) entwickelten. Die Schnauze ähnelte der zeitgenössischer Formel-1-Wagen, allerdings waren in die Luftansaugöffnung zwei eng aneinander stehende Scheinwerfer eingebaut. Die Vorderräder hatten mitgelenkte Kotflügel.
Insgesamt entstanden nur vier Exemplare. Nr. 1 und Nr. 2 wurden von der Beassie Engineering Company in Milwaukee (Wisconsin) gefertigt, Nr. 3 von Ullrich Auto Engineering in Evanston (Illinois) und Nr. 4 von Bob Webb in Minneapolis (Minnesota). Der Verkaufspreis der Wagen lag einheitlich bei US$ 2500,–.